# Skarrild Kirke
Skarrild Kirke er en typisk vestjysk landsbykirke i Skarrild 22 km syd for Herning. Den er opført omkring 1150 og består af romansk kor og skib opført i granitkvadre på skråkantsokkel. Kirken ligger højt oven for Skjern Å. På kirkegården er et mindesmærke sat til ære for besætningen fra en nedstyrtet Lancaster under 2. verdenskrig. Kirkeklokken er uden inskriptioner og er sandsynligvis fra omkring 1200. Prædikestolen er i enkel senrenæssance og er fra omkring 1650. Dele af stoleværket er i renæssancestil fra 1624.

## Eksterne kilder og henvisninger
- Skarrild Kirke – Kort til Kirken